# Anthidium taschenbergi
Anthidium taschenbergi är en biart som beskrevs av Morawitz 1894. Anthidium taschenbergi ingår i släktet ullbin, och familjen buksamlarbin. Inga underarter finns listade i Catalogue of Life.